# Costa di Nordenskjöld

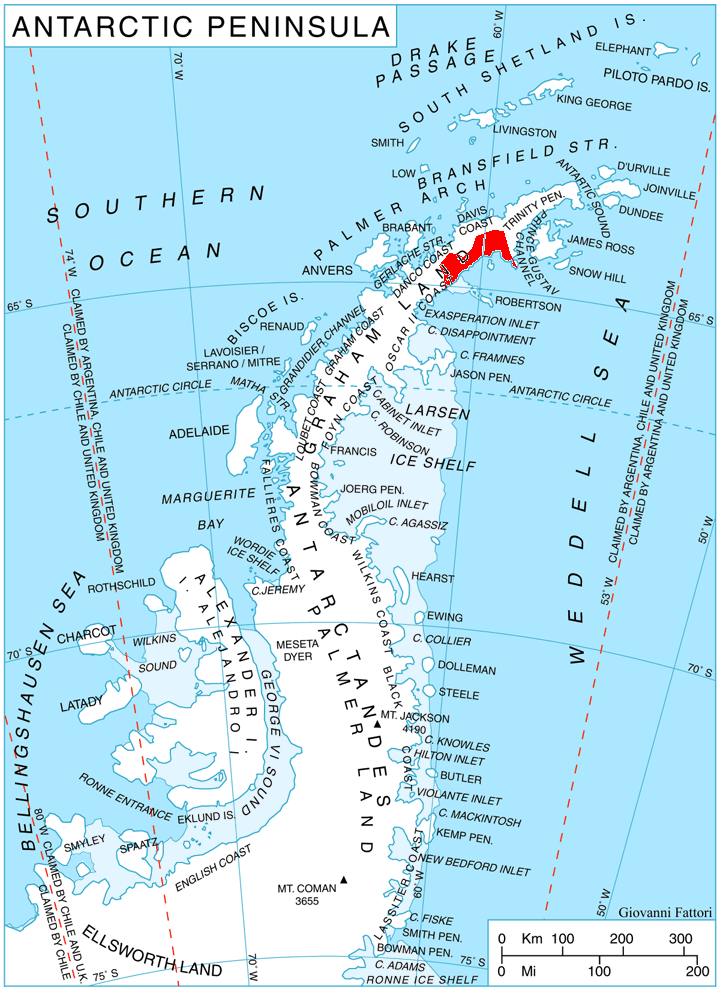
La costa di Nordenskjöld nella penisola Antartica.

La costa di Nordenskjöld (64°30′S 60°30′W) è una porzione della costa della Terra di Graham, in Antartide. In particolare la costa di Nordenskjöld si estende, nella penisola Antartica, tra capo Longing (64°33′S 58°50′W) e capo Fairweather (65°00′S 61°01′W).

## Storia
La costa di Nordenskjöld fu esplorata nel 1902 durante la spedizione di ricerca svedese Nordenskjöld-Larsen, 1901-04, e, nel 1909, Edwin Swift Balch propose di chiamarla così in onore di Otto Nordenskjöld, uno dei due comandanti della spedizione, nonché famoso geografo svedese, che vi era giunto a bordo della nave Antarctic.
L'area fu poi in seguito esplorata anche da Lincoln Ellsworth.

## Geografia Fisica
Lungo questa costa è presente la baia Pizos.